# Scoloplos rubra
Scoloplos rubra är en ringmaskart. Scoloplos rubra ingår i släktet Scoloplos och familjen Orbiniidae. Inga underarter finns listade i Catalogue of Life.